# Австрійсько-угорські відносини
Австрійсько-угорські відносини – це сусідські відносини між Австрією та Угорщиною, двома країнами-членами Європейського Союзу. Обидві країни мають давню спільну історію з часів правлячої династії Австрії Габсбургів, які успадкували угорський престол у XVI столітті. Обидві були частиною теперішньої Австро-Угорської імперії з 1867 по 1918. Дві країни встановили дипломатичні відносини в 1921, після їх роз'єднання.
Обидві країни є повноправними членами Європейського Союзу. Вони розділяють кордон 366 кілометрів (227 миль), який можна перетнути будь-де без контролю через Шенгенську угоду.

## Порівняння країн
| Герб                         | | |
| Прапор                       | Австрія | Угорщина |
| Населення                    | 8 725 931 | 9,830,485 |
| Площа                        | 83 879 км 2 | 93 028 км 2 |
| Густота населення            | 101,4/км 2 | 105,9/км 2 |
| Уряд                         | Федеративна парламентська конституційна республіка                                                                        | Унітарна парламентська конституційна республіка |
| Столиця                      | Відень - 1,863,881 (2,600,000 метро)                                                                                      | Будапешт - 1,759,407 (2,524,697 метро) |
| Найбільше місто              | Відень - 1,863,881 (2,600,000 метро)                                                                                      | Будапешт - 1,759,407 (2,524,697 метро) |
| Офіційна мова                | Німецька (де-факто та де-юре)                                                                                             | Угорська (де-факто та де-юре) |
| Основні релігії              | 59,9% католицизм, 6% православ'я, 3,4% протестантизм, 7% іслам , 0,2% буддизм , 0,1% іудаїзм , 23,4% інші або нерелігійні | 38,9% католицизм (римсько-католицька церква, греко-католицька церква) , 13,8% протестантизм (реформатська церква, євангельська церква) , 0,2% православ'я, 0,1% іудаїзм, 1,7% інши, 16,7% нерелігійні, 1,5% атеїзм, 27,2% незадекларовані |
| Етнічні групи                | 81,1% австрійці, 2,7% німці, 2,2% серби, 2,2% турки, 11,5% інші                                                           | 83,7% угорці, 3,1% роми, 1,3% німці, 14,7% не декларували |
| ВВП (номінальний)            | 387,299 млрд. дол., 44 561 млрд. дол. на душу населення                                                                   | 132,683 млрд. дол., 13,487 млрд. дол. на душу населення |
| Перший глава держави         | Леопольд I (перший маркграф Австрії, 976–994)                                                                             | Великий князь Арпад (традиційний перший вождь племінного князівства, 895–907) Король Св. Стефан (християнського королівства, 997–1038) |
| Чинний глава уряду           | Канцлер Себастьян Курц (Австрійська народна партія; 2017 - теперішній час)                                                | Прем'єр-міністр Віктор Орбан (Фідес; 1998–2002, 2010–теперішній час) |
| Чинний глава держави         | Президент Александер ван дер Беллен (незалежний; 2017–сьогодні)                                                           | Президент Янош Адер (Фідес; 2012–сьогодні) |
| Зовнішній борг (номінальний) | 802,010 млрд. дол. (1 квартал 2014) – 200 % ВВП                                                                           | 202 000 млрд. дол. (4 квартал 2012) – 115 % ВВП |
| ВВП (ДПП)                    | 415,936 млрд. дол., 47856 дол. на душу населення                                                                          | 265,037 млрд. дол, 26 941 дол. на душу населення |
| Валюта                       | Євро (€) - EUR | Угорський форинт (Ft) - HUF |
| Індекс людського розвитку    | 0,885 (дуже високий) | 0,828 (дуже високий) |
| Чисельність громад           | 55 038 громадян Угорщини проживали в Австрії в 2011 (перепис)                                                             | ? |

## До Другої світової війни
В останні десятиліття Подвійної монархії Австрія та Угорщина розвивалися пліч-о-пліч. В Угорщині Законом про угорські національності (1868 р.) Повна рівність усіх громадян була відновлена разом з правами перших меншин Європи, хоча мадярська аристократія та буржуазія намагалися "мадяризувати" етнічні склади багатонаціонального королівства протягом сорока років: це торкнулося переважно освіти, мови та адміністратону. У багатонаціональній Австрії Основний закон держави (Staatsgrundgesetz) 1867 р. Оголосив всі країни Імператорської Австрії рівними, хоча німецький вплив залишався актуальним. В Королівстві Угорщина виборчі права зберігалися у вищих класах, тоді як в Австрії загальне, рівне і пряме голосування всіх чоловіків було встановлено в 1907 році.
До Першої світової війни багато аристократичних угорських родин (наприклад, Естергазі, Баттяні та Палффі) мали власні палаци у Відні, де проживав їхній король (який також був імператором Австрії). Деякі з них досі володіють цими приміщеннями.
Політики та генерали обох провідних націй, австрійські німці та мадярські угорці відповідали за згубну зовнішню політику монархії, яка вела до Першої світової війни. Звідси ці двоє були розцінені як переможені вороги після І світової війни союзниками Першої світової війни. Обидва поділилися досвідом бачити мільйони громадян, які мусять жити в інших країнах: австрійцям не дозволено інтегрувати німців Богемії та Моравії до своєї республіки, угорцям довелося залишити мадярів Трансільванії до Румунії та тих, що на північ від Дунаю до Чехословаччини (сьогодні Словаччина).
Відповідно до Версальського договору 1919 р. Та Тріанонського договору 1920 р., Угорщина мала віддати Австрію свою найзахіднішу частину, яку називали Deutsch-Westungarn, оскільки ці райони були заселені німцями століттями. нім. Ödenburg (тепер угор. Sopron) був би природним капіталом нової австрійської держави Бургенланд. Угорщина не погодилася відмовитися від цього міста, тому союзницькі держави наказали провести референдум, який перемогли угорці. Хоча багато австрійців вважали опитування нерегулярними, рішення трактували як остаточне. Територія, яку австрійці називали Бургенланд, була передана Австрії восени 1921 року. Навіть сьогодні угорська мова може використовуватися як державна мова в деяких громадах Бургенланд. Угорські аристократи, такі як Естергазі та Баттяні, зберігали свої величезні маєтки в Австрії, навіть після того, як їхні угорські маєтки були експропрійовані в 1945 році.

## Після Другої світової війни
Політичний розвиток Угорщини та Чехословаччини у відношенні до комуністичних режимів після 1945 р. Зробив австрійських політиків надзвичайно обережними у відносинах з Комуністичною партією Австрії, хоча вона не отримала великої підтримки на виборах. Залізна завіса з угорців і австрійців, які живуть поблизу кордону відчувають поділ Європи вельми особисто.
Під час Угорської революції 1956 р. Австрійці сподівалися, що Імре Надь, Пал Малетер та тисячі революціонерів матимуть успіх. Коли вступила Червона армія, австрійська політика нейтралітету, прийнята в 1955 році, не зупинила уряд розміщення армії (Bundesheer) на східному кордоні з наказом розстріляти будь-якого іноземного солдата, який входить до Австрії. Десятки тисяч угорських біженців потрапили в Австрію мостом в Андау та іншими шляхами. (У 1957 р. Американський письменник Джеймс Мішнер опублікував свій роман Міст в Андау.) Біженці були сприйняті в Австрії з великою симпатією.
Найвидатнішим біженцем був архієпископ кардинал Йожеф Міндсенті, Предстоятель Угорщини. Звільнений від ув’язнення під час революції, він жив у американському посольстві в Будапешті до 1971 року, коли погодився залишити Угорщину. Потім він подорожував до Відня під захистом США і жив у семінарії для угорських священиків "Pazmaneum" до його смерті в 1975 році. У 1991 році його останки були перепоховані в соборі в Естергомі в Угорщині.
Іншим біженцем 1956 року був принц Пал Естергазі. Експропрійований в Угорщині, він жив зі свого величезного маєтку в Бургенланді (який станом на 2013 рік належить його вдові Мелінді Естерхазі). Але оскільки Бургенланд здавався йому занадто близьким до комуністичної Угорщини, він вважав за краще проживати в Цюриху з дружиною.
Протягом 1970-х років Угорщина під Яношом Кадаром стримувала гнітючий державний контроль і проводила нову політику під назвою "гуляш-комунізм". Тоді Бруно Крайський був главою уряду в Австрії, і офіційні відносини між Угорщиною та Австрією танули. Коментатори, посилаючись на імена двох політиків, говорили про нову "епоху K & K". У 1980-х рр. Обидві країни обговорювали плани проведення спільної світової виставки ("Експо 1996") у Відні та Будапешті; негативний референдум з цього питання, який відбувся у Відні, вбив план.
У 1989 році угорський уряд вирішив зруйнувати залізну завісу на кордоні з Австрією, а 27 червня 1989 р. Вони спільно з Австрією влаштували "руйнуючу акцію", під час якої міністри закордонних справ Алоїс Мок та Дьюла Горн прорізали колючий дріт плоскогубці в присутності фотографів новин та репортерів з усього світу.  Фотографії, опубліковані по всьому світу, спонукали багатьох східних німців, які відпочивали в Угорщині, негайно переїхати до Західної Німеччини через Угорщину та Австрію. Угорські джерела згодом прокоментували, що під час цієї фотографії можливість більшості залізної завіси вже була знесена.

## Відносини сьогодні
Обидві країни є членами Європейського Союзу, і з кінця 2007 року Шенгенська угода дозволила громадянам безперешкодно перетинати кордон там, де є право на дорогу. Австрійські підприємці створили або придбали банки, фабрики та магазини в Угорщині, виноградарі з Бургенленда виробляють вино в Угорщині, а австрійські фермери купують або орендують угорські присадибні ділянки.
Австрійці, що живуть на сході країни, знають, що стоматологи в Угорщині іноді працюють набагато дешевше, ніж в Австрії, і відвідують там стоматологів, наприклад, в Шопроні та в Мошонмадяроварі. Угорські ремісники викликаються до Австрії для проведення ремонтних робіт та інших побутових робіт.
У середині 2000-х бензинова компанія OMV, яка частково належить австрійській державі, намагалася отримати вплив на угорську бензинову компанію MOL Group, купуючи її акції, з метою об'єднання двох компаній. Угорська громадська думка та угорський уряд були в значній мірі проти цього руху, і був прийнятий закон, який його перешкоджав. 16 червня 2008 року Європейська комісія заявила, що оскільки OMV вже був найбільшим гравцем на нафтогазовому ринку в центральній Європі, злиття з MOL серйозно завадить конкуренції в регіоні.  На початку 2009 року OMV, не бачачи жодного шансу здійснити свій план, продав свої акції MOL російській енергетичній компанії та оголосив про планування інвестицій в інші країни.
Фабрики в Бургенланді сильно забруднюють угорську річку Рабу (угор. Rába/нім. Raab) яка впадає з Австрії в Угорщину. Оскільки проблеми не вдалося вирішити на місцевому або регіональному рівні, угорський уряд зараз консультується з австрійським урядом щодо якнайшвидшого виправлення.
У 2009 році обидві країни згадали двадцятиріччя смерті композитора Йозефа Гайдна. Гайдн, що народився в Нижній Австрії, помер у Відні, але протягом 30 років жив і працював для князів Естергазі в Західній Угорщині, частиною якої зараз є Австрійський Бургенланд.
Австрія є одним з найважливіших союзників Угорщини, і два уряди повернулися до дружніх відносин. Дві країни пов'язані "на тисячу напрямків", і їх економічне співробітництво є надзвичайно важливим, тоді як стосовно міграції сторони погоджуються, що причини міграції повинні бути вирішені насамперед, і можна захищати морський кордон ЄС.
Австрія є другим найважливішим торговим партнером Угорщини, у минулому році двосторонній товарообіг перевищив десять мільярдів євро. Австрійські компанії є четвертим за значимістю інвестором в Угорщині і надають робочі місця 75 тисячам людей, сказав міністр.
В останні роки між двома країнами виникли надзвичайно серйозні суперечки, насамперед щодо міграції, але разом із чинним урядом Австрії їм вдалося усунути цей недостойний стан справ. Нинішній австрійський уряд концентрується на діалозі та дружбі, і як наслідок, «сутички», які раніше придушували двосторонні відносини, вже не відбуваються.
Міграція є основною темою обговорення. Угорщина розглядає систему квот як «похмуру невдачу» і вважає, що натомість слід робити акцент на захисті кордонів. Безпека громадян Угорщини є  основною турботою. Міграційний пакет ООН викликає неприємні обставини, і Угорщина хотіла б, щоб вони його переписали та доповнили. 
Угорщина надасть підтримку на  розширення ЄС, а саме Західним Балканам під час приєднання. Продовження виживання Шенгенської системи є одним з найважливіших елементів економічної конкурентоспроможності Європи. Австрія візьме на себе голову ротації Ради Європейського Союзу, а в період Австрії на посаді президента найбільший акцент повинен бути зроблений на субсидіарності. Держави-члени повинні взяти участь у подальших консультаціях щодо міграції та системи притулку. Країни Західних Балкан є частиною Європи не лише з географічної точки зору, але й з історичної точки зору, і відповідно Австрія вважає, що її обов'язок сприяти розширенню ЄС. 
Австрія веде суперечки з Європейською комісією стосовно проекту АЕС "Пакш II", і питання не є двостороннім. Угорщина суперечить "всім, хто стоїть на стороні міграції", хто хоче відкрити кордони Європи для всіх без обмежень, хто хоче перетворити Угорщину на іммігрантську країну.

## Залізниця Дьєр – Шопрон – Ебенфурт
Ця залізнична компанія зі штаб-квартирою в Шопроні - це спільне підприємство Угорщини (66,5%),  Австрії (28,6%) та холдингу, що належить Австрійській федеральній залізниці (4,9%), який повинен продати свої акції до будівельної компанії Strabag, якщо Європейська комісія погодиться. Угорською мовою вона називається Győr-Sopron-Ebenfurti Vasút (GySEV), німецькою мовою вона називалась Raab-Oedenburg-Ebenfurther Eisenbahn (ROeEE) до 2008 року і тепер називається Raaberbahn.
Компанія обслуговує такі залізничні лінії:
- Дьєр/Рааб-Шопрон/Еденбург – Ебенфурт (Нижня Австрія), основна лінія компанії
- Шопрон/Еденбург-Сомбатгей/Штаймамангер (паралельно австрійському кордону, лише в Угорщині; експлуатувався Угорської державної залізницею (MÁV) до 2002 року)
- Сомбатгей/Штейнамангер–Сентготгар/Св. Готхард (як вище; експлуатувався Угорської державної залізницею (MÁV) до 2006 р.)
- Нойзидль-ам-Зеє (Бургенланд)–Фертьйосентміклош (Угорщина), нім. "Neusiedler Seebahn"
- Залізниця-музей Сечені поблизу Надьченка/Грос-Зінкендорф (Угорщина), вузькоколійка, побудована в 1972 році

Основна лінія компанії була утворена ліцензією угорського уряду на приватну компанію в 1872 році. Лінія Дьєр-Шопрона відкрилася для руху близько 1876 року. "Neusiedler Seebahn" був відкритий у 1897 році. Трафік між двома країнами продовжувався навіть під час розпуску. Австро-Угорщини, Другої світової війни та холодної війни після неї.
Починаючи з 1980-х років компанія отримала більше бізнесу, особливо в галузі вантажних перевезень. Побудований новий вантажний термінал у місті Шопрон. У 1987 році магістраль була електрифікована.

## Постійні дипломатичні представництва
- Австрія має посольство в Будапешті.
- Угорщина має посольство у Відні.